# Iota adscriptum

Altgriechisches Wort ᾠδῇ, Dativ Singular zu ᾠδή „Gesang, Lied, Ode“, mit Großschreibung des ersten Buchstaben und folgend, farblich hervorgehoben, einem Iota adscriptum. Unter dem letzten Buchstaben, ebenso hervorgehoben, ein Iota subscriptum.

Das Iota adscriptum (lateinisch, „dazugeschriebenes Iota“; griechisch προσγεγραμμένη prosgegramménē „[die] Danebengeschriebene“) bezeichnet in der polytonischen Schreibart der griechischen Schrift den Buchstaben Iota als diakritisches Zeichen in den altgriechischen Langdiphthongen āi, ēi und ōi, sofern dieser neben den vorangegangenen Vokal geschrieben wird statt darunter. In letztgenanntem Fall wird es Iota subscriptum genannt.
In der modernen typografischen Praxis verwendet man meist das Iota adscriptum bei Großbuchstaben, bei Kleinbuchstaben dagegen das Iota subscriptum. Daher schreibt man in Kleinbuchstaben τῇ und in Großbuchstaben ΤΗΙ (Dativ des bestimmten Artikels femininum [„die“]: „der“). Bei großen Anfangsbuchstaben wird ein kleines Iota adscriptum gesetzt: Ἅιδης, sprich: Hādēs („Hades, Unterwelt“). Das Iota adscriptum ist daran zu erkennen, dass Akzente und Spiritus nicht wie bei Diphthongen auf dem zweiten Vokal, hier dem Iota, sondern vor dem ersten Vokal stehen (z. B. bei „Hades“: Ἅιδης ist zu unterscheiden von der unkontrahierten poetischen Form Ἁΐδης Ha-ides).

Das Wort ᾠδῇ in Großbuchstaben mit großem Iota adscriptum, hier ohne weitere diakritische Zeichen

Das Wort ᾠδῇ in Großbuchstaben mit unüblichem Iota subscriptum, ebenso ohne weitere diakritische Zeichen

## Computerschriftsatz
Im Unicodeblock Griechisch, Zusatz (Greek Extended) sind Zeichen für die verschiedenen Kombinationen der Großbuchstaben mit dem Iota adscriptum und weiteren diakritischen Zeichen definiert, gekennzeichnet durch die Bezeichnung „Prosgegrammeni“, was „daneben geschrieben“ bedeutet, und auch die Visualisierungen der Buchstaben in den offiziellen Unicode-Materialien zeigen eindeutig kein darunter geschriebenes, sondern ein rechts vom Großbuchstaben stehendes (sehr) kleines Iota. Trotzdem erfolgt die Repräsentation in mehreren häufig benutzten Schriftarten fehlerhaft mit einem Iota subscriptum, namentlich in fast allen Schriften, die von Microsoft mit dem Betriebssystem Windows ausgeliefert werden (Stand September 2023, Windows 11), aber auch in vielen Schriften, die als Ersatz für Windows-Schriftarten konzipiert wurden und im FOSS-Bereich Verwendung finden.
Schriften mit Darstellung des Iota subscriptum statt des Iota adscriptum:
- alle Windows-Schriftarten von Microsoft, die den Unicodeblock Greek Extended enthalten, außer Palatino Linotype
- Croscore-Schriften (alle 3 Varianten Arimo, Cousine und Tinos; frei)
- Crosextra-Schrift Carlito (serifenlose Schrift; frei)[Anm. 3]
- DejaVu Fonts (alle Varianten; frei)
- Fira-Schriften[2] (alle Varianten; frei, für Firefox OS entwickelt), inklusive Weiterentwicklung FiraGO (frei)
- GNU FreeFonts, nur FreeMono (Festbreitenschrift; frei)
- Liberation-Schriften (alle Varianten; frei)

Schriften mit korrekter Darstellung des Iota adscriptum:
- Brill Typeface[3] (Serifenschrift; frei für nichtkommerzielle Nutzung)
- Cardo (Serifenschrift; frei)
- Catrinity[4] (serifenlose Schrift; frei)
- Gentium Plus und Gentium Plus Book, SIL International (Serifenschriften; frei)
- GNU FreeFonts,[Anm. 4] nur FreeSerif (Serifenschrift) und FreeSans (serifenlose Schrift; beide frei)
- Junicode (Serifenschrift; frei)
- Linux Libertine (Serifenschrift) und Linux Biolinum (serifenlose Schrift; beide frei) sowie deren Weiterentwicklung Libertinus (serif und sans-serif; frei)[Anm. 5]
- Noto Fonts von Google (serif und sans-serif; frei)
- Palatino Linotype (Serifenschrift), einzige von Microsoft ausgelieferte Schrift mit korrekter Darstellung
- Quivira[5][Anm. 4] (Serifenschrift; frei)
- Source Sans von Adobe (serifenlose Schrift; frei)[Anm. 6]